# Amto
L'amto est une langue papoue parlée en Papouasie-Nouvelle-Guinée dans la province de Sandaun.

## Classification
L'amto constitue avec le siawi les langues amto-musanes, une des familles de langues papoues.

## Sources
- (en) Harald Hammarström, Robert Forkel, Martin Haspelmath, Sebastian Bank, Glottolog, Amto.